# 淡色暫花蘭
淡色暫花蘭（学名：Flickingeria pallens）为蘭科暫花蘭屬下的一个种。